# Lijst van rijksmonumenten op De Hoge Veluwe
Het Nationaal Park De Hoge Veluwe telt 27 inschrijvingen in het rijksmonumentenregister. Deze vallen deels onder de gemeente Otterlo en deels onder de gemeente Hoenderloo.

## Otterlo
| Object                                                         | Oorspronkelijke functie?      | Bouwjaar  | Architect                           | Locatie                                                        | Coördinaten?                 | Nr.?   | Afbeelding                               |
| -------------------------------------------------------------- | ----------------------------- | --------- | ----------------------------------- | -------------------------------------------------------------- | ---------------------------- | ------ | ---------------------------------------- |
| Waterpomp (St. Hubertus)                                       | Nutsbedrijf                   | 1923      | H. Van de Velde                     | Kronkelweg                                                     | 52° 6' 57" NB, 5° 49' 41" OL | 523546 | Meer afbeeldingen                        |
| Dienstwoning                                                   | Woonhuis                      | 1920-1921 | H. Van de Velde                     | Apeldoornseweg 228                                             | 52° 6' 39" NB, 5° 48' 22" OL | 523553 | Upload foto                              |
| Dienstwoning                                                   | Woonhuis                      | 1920-1921 | H. Van de Velde                     | Apeldoornseweg 230                                             | 52° 6' 39" NB, 5° 48' 22" OL | 523554 | Upload foto                              |
| Oriënteertafel                                                 | Straatmeubilair               | ca. 1920  | H. Van de Velde of van H.P. Berlage | ten zuiden van de Houtkampweg en ten westen van de Wildbaanweg | 52° 5' 38" NB, 5° 48' 40" OL | 523550 | Meer afbeeldingen                        |
| Toegangshek naar het landgoed De Hoge Veluwe                   | Erfscheiding                  | 1920      | Alexander Kropholler                | Apeldoornseweg                                                 | 52° 6' 45" NB, 5° 46' 54" OL | 523552 | Upload foto                              |
| Toegangshek naar landgoed De Hoge Veluwe                       | Erfscheiding                  | 1920      | Alexander Kropholler                | Harderwijkerweg bij toegangshek naar de Hoge Veluwe            | 52° 3' 26" NB, 5° 49' 11" OL | 523563 | Toegangshek naar landgoed De Hoge Veluwe |
| Toegangshek naar landgoed De Hoge Veluwe                       | Erfscheiding                  | 1920      | Alexander Kropholler                | Harderwijkerweg bij toegangshek naar Hoge Veluwe               | 52° 3' 26" NB, 5° 49' 11" OL | 523564 | Upload foto                              |
| Sint Hubertus: kleine brug                                     | Brug                          | 1919-1920 | H.P. Berlage                        | In de Kronkelweg, over de verbindingssloot                     | 52° 7' 7" NB, 5° 49' 49" OL  | 523547 | Meer afbeeldingen                        |
| Sint Hubertus: dienstgebouw, wachthuisje en toegangshek        | Dienstwoning                  | 1917      | H.P. Berlage                        | Apeldoornseweg 256                                             | 52° 7' 28" NB, 5° 49' 59" OL | 523555 | Meer afbeeldingen                        |
| Kröller-Müller Museum                                          | Museum                        | 1937-1938 | H. Van de Velde                     | Houtkampweg 6                                                  | 52° 5' 45" NB, 5° 49' 1" OL  | 523562 | Meer afbeeldingen                        |
| Kunstbewaarplaats                                              | bewaarplaats, magazijn, loods | 1939      | J. Emmen, H.J.J. Engel              | BY Houtkampweg 6                                               | 52° 5' 56" NB, 5° 48' 46" OL | 523565 | Upload foto                              |
| Sint Hubertus: Jachthuis Sint-Hubertus/buitenverblijf/landhuis | Kasteel, buitenplaats         | 1914-1916 | H.P. Berlage                        | Apeldoornseweg by 258                                          | 52° 7' 19" NB, 5° 49' 57" OL | 530190 | Meer afbeeldingen                        |
| Sint Hubertus: historische tuin- en parkaanleg                 | Tuin, park en plantsoen       | 1915-1920 | H.P. Berlage                        | Apeldoornseweg by 258                                          | 52° 7' 10" NB, 5° 49' 49" OL | 530193 | Meer afbeeldingen                        |
| Sint Hubertus: bakstenen toegangstrap                          | Tuin, park en plantsoen       | 1923      | H. Van de Velde                     | Apeldoornseweg by 258                                          | 52° 6' 56" NB, 5° 49' 39" OL | 530194 | Upload foto                              |
| Grafteken voor de hond Schufterl                               | Begraafplaats en -onderdl     | 1920-1925 |                                     | kern Otterlo                                                   | 52° 2' 49" NB, 5° 38' 37" OL | 523557 | Meer afbeeldingen                        |
| President Steijnbank: zandstenen zitbank                       | Straatmeubilair               | 1923      | Henry Van de Velde                  | Houtkampweg, bij                                               | 52° 5' 43" NB, 5° 48' 49" OL | 523558 | Meer afbeeldingen                        |
| Privé begraafplaats                                            | Begraafplaats en -onderdl     | 1946      | Schippers                           | In bos op Franse Berg                                          | 52° 5' 35" NB, 5° 51' 1" OL  | 523559 | Privé begraafplaats                      |

## Hoenderloo
| Object | Oorspronkelijke functie? | Bouwjaar  | Architect                             | Locatie                     | Coördinaten?                 | Nr.?   | Afbeelding                                                          |
| --- | ------------------------ | --------- | ------------------------------------- | --------------------------- | ---------------------------- | ------ | ------------------------------------------------------------------- |
| Keermuren Grote Museum                                                                                     | Muur                     | 1921      | H. van de Velde                       | Houtkampweg bij 13          | 52° 5' 31" NB, 5° 49' 24" OL | 523549 | Keermuren Grote Museum                                              |
| Dienstwoning                                                                                               | Woonhuis                 | 1920-1925 | Alexander Kropholler (waarschijnlijk) | Delenseweg 6                | 52° 6' 17" NB, 5° 52' 40" OL | 523551 | Upload foto                                                         |
| Toegangshek. Het hek vormt een noordoostelijke toegang tot het park                                        | Erfscheiding             | 1920      | Alexander Kropholler                  | Houtkampweg bij 13          | 52° 7' 6" NB, 5° 52' 21" OL  | 523560 | Toegangshek. Het hek vormt een noordoostelijke toegang tot het park |
| Toegangshek. Het hek vormt een van de hoofdingangen van het park bij de portiersloge aan de Houtkampweg 11 | Erfscheiding             | 1920      | Alexander Kropholler                  | Houtkampweg 11              | 52° 6' 10" NB, 5° 47' 14" OL | 529975 | Upload foto                                                         |
| Dienstwoning                                                                                               | Dienstwoning             | 1920-1925 | Alexander Kropholler                  | Harskampweg 13              | 52° 7' 27" NB, 5° 52' 6" OL  | 523568 | Dienstwoning                                                        |
| Dienstwoning                                                                                               | Dienstwoning             | 1920-1925 | Alexander Kropholler                  | Harskampweg 17              | 52° 7' 29" NB, 5° 52' 3" OL  | 523569 | Dienstwoning                                                        |
| Toegangshek                                                                                                | Erfscheiding             | 1920      | Alexander Kropholler                  | Harskampweg tussen 13 en 17 | 52° 7' 27" NB, 5° 52' 2" OL  | 523570 | Toegangshek                                                         |
| Dienstwoning                                                                                               | Dienstwoning             | 1920-1925 | Alexander Kropholler                  | Otterloseweg 309            | 52° 7' 27" NB, 5° 52' 9" OL  | 523571 | Dienstwoning                                                        |
| Dienstwoning                                                                                               | Dienstwoning             | 1920-1925 | Alexander Kropholler                  | Otterloseweg 310            | 52° 7' 29" NB, 5° 52' 9" OL  | 523572 | Dienstwoning                                                        |
| Dienstwoning                                                                                               | Dienstwoning             | 1920-1925 | Alexander Kropholler                  | Otterloseweg 314            | 52° 7' 30" NB, 5° 52' 4" OL  | 523573 | Dienstwoning                                                        |